# Caelan Doris
Caelan Doris (Ballina, 2 aprile 1998) è un rugbista a 15 irlandese, che gioca come terza linea nel Leinster.

## Biografia
Doris mosse i primi passi su un campo da rugby nel Ballina R.F.C., formazione della sua città natale. A 13 anni si iscrisse al Blackrock College, dove in breve tempo arrivò a far parte della prima squadra. Nel 2017 entrò nell'accademia giovanile del Leinster, ma, dopo solo un anno, firmò il suo primo contratto da professionista. Il suo debutto avvenne nell'incontro con il Connacht, valido per l'ultima giornata del Pro14 2017-2018, campionato poi vinto dalla franchigia di Dublino. Nelle tre stagioni successive, divenne stabilmente titolare e conquistò per tre volte consecutive il torneo venendo nominato miglior giovane dell'annata 2019-2020. Il suo esordio nelle coppe europee fu in occasione del quarto di finale dell'European Rugby Champions Cup 2018-2019 perso contro i Saracens. Disputò dal primo minuto le finali delle edizioni 2021-2022 e 2022-2023, dove il Leinster fu sconfitto entrambe le volte da La Rochelle.
A livello internazionale, Doris prese parte, con la selezione irlandese under-20, ai mondiali di categoria del 2017 e del 2018, quest'ultima volta come capitano. Fu convocato per la prima volta nell'Irlanda dal commissario tecnico Andy Farrell in occasione del Sei Nazioni 2020, torneo nel quale debuttò, da titolare, alla prima giornata contro la Scozia. Dopo aver saltato il Sei Nazioni 2021, tornò in campo con la nazionale negli incontri amichevoli di luglio e novembre 2021; in quest'ultimi segnò la sua prima meta internazionale nella vittoria contro la Nuova Zelanda. Nelle annate successive, fu titolare in tutte le partite disputate dall'Irlanda con cui conquistò il Sei Nazioni 2023, ottenendo il Grande Slam.

## Palmarès
- Pro14: 4
Leinster: 2017-18, 2018-19, 2019-20, 2020-21